# 후추과
후추과(--科, 표준어: 후춧과, 학명: Piperaceae 피페라케아이[*])는 후추목의 과이다. 5속 3,500여 종이 알려져 있으며 한국에서는 후추등 1종이 자생한다. 주로 열대 기후 지역에 널리 분포하는 초본 또는 관목으로 종종 덩굴성인 것도 있으며, 드물게는 교목도 있다.
잎은 대부분 어긋나지만 때에 따라서는 마주나거나 돌려나기도 한다. 꽃은 양성화 또는 단성화로 수많은 작은 꽃들이 이삭 모양이나 총상으로 달리며 꽃덮이는 없다. 수술은 1~10개이고, 씨방은 상위로 2~5개의 심피로 이루어져 있는데, 이들은 서로 합쳐져 하나의 방을 형성하며, 그 아래쪽에는 1개의 곧게 선 밑씨가 있다. 열매는 장과이다.

## 하위 분류
- 후추속(Piper) L.
- Macropiper Miq.
- Manekia Trel.
- Peperomia Ruiz & Pav.
- Verhuellia Miq.
- Zippelia Blume

## 계통 분류
2016년 APG IV 분류 체계에서는 후추과를 목련군 후추목 아래에 분류하며, 이는 2009년 APG III 분류 체계, 2003년 APG II 분류 체계 및 1998년 APG 분류 체계의 분류와 동일하다.